# Рафен фон Барнеков
Барон Рафен фон Барнеков (нім. Raven Freiherr von Barnekow; 10 березня 1897, Шверін — 8 грудня 1941) — німецький льотчик-ас, лейтенант Імперської армії.

## Біографія
Учасник Першої світової війни, служив у 2-му гвардійському уланському полку. Після присвоєння офіцерського звання 3 березня 1915 року був переведений до 4-го гвардійського піхотного полку. Вступивши в авіацію в лютому 1917 року, пройшов підготовку в 5-му льотному запасному дивізіоні, після якої у вересні його зарахували в 4-ту винищувальну ескадрилью. У грудні Барнеков був направлений в 11-й винищувальній ескадрильї, потім у лютому 1918 повернувся в 4-ту винищувальну ескадрилью. 10 березня був переведений у 20-ту винищувальну ескадрилью, де здобув перші чотири перемоги. Його першою перемогою 12 травня 1918 року став лейтенант Генрі Ерік Долан, кавалер Воєнного Хреста з 74-ї ескадрильї, ас із сімома перемогами. 15 серпня знову опинився у 11-й винищувальній ескадрильї. 23 серпня Барнеков був легко поранений, після лікування подав рапорт про переведення в 20-ту винищувальну ескадрилью, де здобув п'яту перемогу. У вересні він перейшов у 1-шу винищувальну ескадрилью і на початок жовтня довів свій рахунок до 11 перемог.
Під час Другої світової війни служив у штабі генерала Курта-Бертрама фон Дерінга, свого старого командира з 1-ї і 4-ї винищувальних ескадрилій. Його найближчим другом був Ернст Удет, з яким він познайомився в 4-й винищувальній ескадрильї. Незабаром після самогубства Удета в 1941 року Барнеков також застрелився.